# Football Club Nantes-Atlantique 2000-2001
Questa voce raccoglie le informazioni riguardanti il Football Club Nantes-Atlantique nelle competizioni ufficiali della stagione 2000-2001.

## Stagione
Nelle prime battute del campionato il Nantes navigò nelle posizioni di media classifica; approfittando di un calo delle squadre coinvolte nella lotta al vertice in apertura del girone di ritorno, i canarini si inserirono nel lotto delle candidate al titolo, fronteggiando la concorrenza di Lilla, Bordeaux e Olympique Lione. In seguito a una frenata da parte delle avversarie nell'ultima parte del campionato, il Nantes prese il largo e conquistò l'ottavo titolo nazionale con un turno di anticipo.
Nei tornei nazionali il Nantes giunse sino alle semifinali, venendo in entrambi i casi eliminato dalle future vincitrici: in Coppa di Lega i canarini vennero sconfitti dai rivali nella lotta al titolo dell'Olympique Lione, in Coppa di Francia dallo Strasburgo.
In Coppa UEFA il Nantes giunse agli ottavi di finale vincendo tutte le gare contro Kryvbas, MTK Budapest e Losanna: opposti al Porto, i canarini non furono in grado di rimontare il 3-1 subìto all'andata, ottenendo una vittoria per 2-1 nel retour-match casalingo, concludendo il primo tempo in svantaggio e rimontando negli ultimi venti minuti.

## Maglia e sponsor
Lo sponsor tecnico per la stagione 2000-2001 è Le Coq Sportif, mentre gli sponsor ufficiali sono Synergie e Loxam. Per la Coppa di Francia lo sponsor tecnico è Adidas e lo sponsor ufficiale è Carte Aurore.
| Manica sinistra · Manica sinistra · Maglietta · Maglietta · Manica destra · Manica destra · Pantaloncini · Pantaloncini · Calzettoni | Manica sinistra · Manica sinistra · Maglietta · Maglietta · Manica destra · Manica destra · Pantaloncini · Calzettoni | Manica sinistra · Manica sinistra · Maglietta · Maglietta · Manica destra · Manica destra · Pantaloncini · Pantaloncini · Calzettoni · Calzettoni |

## Organigramma societario
Area direttiva
- Presidente: Kléber Bobin

Area tecnica
- Direttore sportivo: Robert Budzynski
- Allenatore: Raynald Denoueix
- Preparatore dei portieri: David Marraud

## Rosa
| N. |                       | Ruolo | Calciatore                  |
| -- | --------------------- | ----- | --------------------------- |
| 1  | Francia (bandiera)    | P     | Mickaël Landreau (capitano) |
| 2  | Argentina (bandiera)  | D     | Néstor Fabbri               |
| 3  | Francia (bandiera)    | D     | Nicolas Laspalles           |
| 4  | Portogallo (bandiera) | D     | Mário Silva                 |
| 5  | Francia (bandiera)    | D     | Nicolas Gillet              |
| 6  | Camerun (bandiera)    | D     | Salomon Olembé              |
| 7  | Francia (bandiera)    | A     | Alioune Touré               |
| 8  | Francia (bandiera)    | C     | Frédéric Da Rocha           |
| 9  | Romania (bandiera)    | A     | Viorel Moldovan             |
| 10 | Francia (bandiera)    | C     | Éric Carrière               |
| 12 | Francia (bandiera)    | C     | Sébastien Piocelle          |
| 13 | Francia (bandiera)    | C     | Mathieu Berson              |
| 14 | Francia (bandiera)    | D     | Medhi Leroy                 |
| 15 | Francia (bandiera)    | C     | Nicolas Savinaud            |
| 16 | Francia (bandiera)    | P     | Willy Grondin               |
| 17 | Francia (bandiera)    | C     | Hassan Ahamada              |

| N. |                                 | Ruolo | Calciatore          |
| -- | ------------------------------- | ----- | ------------------- |
| 18 | Francia (bandiera)              | C     | Olivier Monterrubio |
| 19 | Francia (bandiera)              | A     | Marama Vahirua      |
| 20 | Francia (bandiera)              | C     | Charles Devineau    |
| 21 | Francia (bandiera)              | D     | Pascal Delhommeau   |
| 22 | Francia (bandiera)              | D     | Sylvain Armand      |
| 23 | Francia (bandiera)              | C     | Sébastien Macé      |
| 24 | Francia (bandiera)              | D     | Yves Deroff         |
| 25 | Bosnia ed Erzegovina (bandiera) | A     | Mirza Mesić         |
| 26 | Croazia (bandiera)              | C     | Goran Rubil         |
| 27 | Francia (bandiera)              | A     | Pierre Aristouy     |
| 28 | Francia (bandiera)              | D     | John Gope-Fenepej   |
| 29 | Francia (bandiera)              | C     | Stéphane Ziani      |
| 30 | Francia (bandiera)              | P     | Jérémie Guy         |
| 33 | Francia (bandiera)              | A     | Wilfried Dalmat     |
| 37 | Francia (bandiera)              | C     | Loïc Pailleres      |

## Statistiche

### Statistiche di squadra
| Competizione          | Punti | Totale | Totale | Totale | Totale | Totale | Totale | DR  |
| Competizione          | Punti | G      | V      | N      | P      | Gf     | Gs     | DR  |
| --------------------- | ----- | ------ | ------ | ------ | ------ | ------ | ------ | --- |
| Division 1            | 68    | 34     | 21     | 5      | 8      | 58     | 36     | +22 |
| Coppa di Francia      | -     | 5      | 4      | 0      | 1      | 18     | 5      | +13 |
| Coppa di Lega         | -     | 4      | 2      | 1      | 1      | 8      | 6      | +2  |
| Coppa UEFA            | -     | 8      | 7      | 0      | 1      | 20     | 9      | +11 |
| Supercoppa di Francia | -     | 1      | 0      | 1      | 0      | 0      | 0      | 0   |
| Totale                | -     | 52     | 34     | 7      | 11     | 104    | 56     | +48 |

### Andamento in campionato
| Giornata  | 1  | 2 | 3 | 4 | 5 | 6 | 7 | 8  | 9  | 10 | 11 | 12 | 13 | 14 | 15 | 16 | 17 | 18 | 19 | 20 | 21 | 22 | 23 | 24 | 25 | 26 | 27 | 28 | 29 | 30 | 31 | 32 | 33 | 34 |
| --------- | -- | - | - | - | - | - | - | -- | -- | -- | -- | -- | -- | -- | -- | -- | -- | -- | -- | -- | -- | -- | -- | -- | -- | -- | -- | -- | -- | -- | -- | -- | -- | -- |
| Luogo     | C  | T | T | C | T | C | T | C  | T  | C  | T  | C  | T  | C  | T  | C  | T  | C  | C  | C  | T  | C  | T  | C  | T  | C  | T  | C  | C  | T  | C  | T  | C  | T  |
| Risultato | P  | V | V | V | N | P | N | P  | P  | N  | V  | V  | P  | V  | P  | V  | V  | V  | V  | P  | V  | V  | N  | P  | V  | N  | V  | V  | V  | V  | V  | V  | V  | V  |
| Posizione | 18 | 7 | 4 | 3 | 4 | 7 | 7 | 10 | 13 | 15 | 11 | 7  | 10 | 6  | 9  | 6  | 5  | 2  | 2  | 4  | 2  | 1  | 1  | 2  | 2  | 2  | 2  | 2  | 2  | 1  | 1  | 1  | 1  | 1  |

Fonte:  FC NANTES, su lfp.fr.
Legenda:

Luogo: C = Casa; T = Trasferta. Risultato: V = Vittoria; N = Pareggio; P = Sconfitta.

### Statistiche dei giocatori
| Giocatore       | Division 1 | Division 1 | Division 1  | Division 1 | Coppa di Francia | Coppa di Francia | Coppa di Francia | Coppa di Francia | Coppa di Lega | Coppa di Lega | Coppa di Lega | Coppa di Lega | Coppa UEFA | Coppa UEFA | Coppa UEFA  | Coppa UEFA | Totale   | Totale | Totale      | Totale     |
| Giocatore       | Presenze   | Reti       | Ammonizioni | Espulsioni | Presenze         | Reti             | Ammonizioni      | Espulsioni       | Presenze      | Reti          | Ammonizioni   | Espulsioni    | Presenze   | Reti       | Ammonizioni | Espulsioni | Presenze | Reti   | Ammonizioni | Espulsioni |
| --------------- | ---------- | ---------- | ----------- | ---------- | ---------------- | ---------------- | ---------------- | ---------------- | ------------- | ------------- | ------------- | ------------- | ---------- | ---------- | ----------- | ---------- | -------- | ------ | ----------- | ---------- |
| H. Ahamada      | 12         | 0          | 0           | 0          | 4                | 1                | 1                | 0                | 3             | 0             | 1             | 0             | 4          | 1          | 0           | 0          | 23       | 2      | 2           | 0          |
| P. Aristouy     | 1          | 0          | 0           | 0          | 0                | 0                | 0                | 0                | 0             | 0             | 0             | 0             | 1          | 0          | 0           | 0          | 2        | 0      | 0           | 0          |
| S. Armand       | 23         | 2          | 3           | 0          | 4                | 0                | 0                | 0                | 2             | 0             | 0             | 0             | 6          | 1          | 3           | 0          | 35       | 3      | 6           | 0          |
| M. Berson       | 28         | 0          | 7           | 0          | 3                | 0                | 1                | 0                | 3             | 0             | 2             | 0             | 5          | 0          | 1           | 0          | 39       | 0      | 11          | 0          |
| É. Carrière     | 33         | 5          | 0           | 1          | 4                | 1                | 0                | 0                | 4             | 1             | 0             | 0             | 8          | 1          | 0           | 0          | 49       | 8      | 0           | 1          |
| F. Da Rocha     | 31         | 4          | 1           | 0          | 4                | 1                | 0                | 0                | 3             | 0             | 0             | 0             | 7          | 1          | 0           | 0          | 45       | 6      | 1           | 0          |
| W. Dalmat       | 1          | 0          | 0           | 0          | -                | -                | -                | -                | -             | -             | -             | -             | -          | -          | -           | -          | 1        | 0      | 0           | 0          |
| P. Delhommeau   | 9          | 0          | 1           | 0          | 2                | 0                | 0                | 0                | 0             | 0             | 0             | 0             | 2          | 0          | 0           | 0          | 13       | 0      | 1           | 0          |
| Y. Deroff       | 7          | 0          | 0           | 0          | 3                | 0                | 0                | 0                | 3             | 0             | 0             | 0             | 0          | 0          | 0           | 0          | 13       | 0      | 0           | 0          |
| C. Devineau     | 1          | 0          | 1           | 0          | -                | -                | -                | -                | -             | -             | -             | -             | -          | -          | -           | -          | 1        | 0      | 1           | 0          |
| N. Fabbri       | 29         | 4          | 8           | 1          | 3                | 1                | 0                | 0                | 3             | 0             | 0             | 0             | 8          | 0          | 2           | 0          | 43       | 5      | 10          | 1          |
| J. Gope-Fenepej | -          | -          | -           | -          | -                | -                | -                | -                | -             | -             | -             | -             | -          | -          | -           | -          | -        | -      | -           | -          |
| N. Gillet       | 27         | 1          | 4           | 0          | 4                | 0                | 0                | 0                | 4             | 0             | 1             | 0             | 8          | 3          | 1           | 0          | 43       | 4      | 6           | 0          |
| W. Grondin      | 1          | -1         | 0           | 0          | 0                | -0               | 0                | 0                | 1             | -2            | 0             | 0             | 0          | -0         | 0           | 0          | 2        | -3     | 0           | 0          |
| M. Landreau     | 33         | -35        | 0           | 0          | 5                | -5               | 0                | 0                | 3             | -3            | 0             | 0             | 8          | -9         | 1           | 0          | 49       | -52    | 1           | 0          |
| N. Laspalles    | 30         | 0          | 2           | 0          | 4                | 1                | 0                | 1                | 2             | 0             | 0             | 0             | 8          | 0          | 1           | 0          | 44       | 1      | 3           | 1          |
| M. Leroy        | 1          | 0          | 0           | 0          | 0                | 0                | 0                | 0                | 2             | 0             | 1             | 0             | 1          | 0          | 0           | 0          | 4        | 0      | 1           | 0          |
| S. Macé         | 2          | 1          | 0           | 0          | 2                | 0                | 0                | 0                | 1             | 0             | 0             | 0             | 0          | 0          | 0           | 0          | 5        | 1      | 0           | 0          |
| V. Moldovan     | 23         | 11         | 3           | 0          | 3                | 4                | 0                | 0                | 2             | 0             | 0             | 0             | 5          | 5          | 0           | 0          | 33       | 20     | 3           | 0          |
| O. Monterrubio  | 22         | 12         | 0           | 0          | 4                | 1                | 0                | 0                | 4             | 0             | 0             | 0             | 4          | 2          | 0           | 0          | 34       | 15     | 0           | 0          |
| S. Olembé       | 30         | 4          | 4           | 0          | 3                | 0                | 0                | 0                | 3             | 1             | 0             | 0             | 7          | 0          | 1           | 0          | 43       | 5      | 5           | 0          |
| L. Pailleres    | 0          | 0          | 0           | 0          | 1                | 0                | 0                | 0                | 0             | 0             | 0             | 0             | 0          | 0          | 0           | 0          | 1        | 0      | 0           | 0          |
| S. Piocelle     | 1          | 0          | 1           | 0          | -                | -                | -                | -                | -             | -             | -             | -             | -          | -          | -           | -          | 1        | 0      | 1           | 0          |
| G. Rubil        | 1          | 0          | 0           | 0          | 0                | 0                | 0                | 0                | 0             | 0             | 0             | 0             | 0          | 0          | 0           | 0          | 1        | 0      | 0           | 0          |
| N. Savinaud     | 25         | 2          | 0           | 0          | 4                | 1                | 0                | 0                | 3             | 1             | 1             | 0             | 2          | 0          | 0           | 0          | 34       | 4      | 1           | 0          |
| M. Silva        | 20         | 0          | 4           | 0          | 1                | 1                | 0                | 0                | 0             | 0             | 0             | 0             | 4          | 0          | 0           | 0          | 25       | 1      | 4           | 0          |
| A. Touré        | 15         | 0          | 0           | 0          | 2                | 0                | 0                | 0                | 2             | 0             | 0             | 0             | 4          | 0          | 0           | 0          | 23       | 0      | 0           | 0          |
| M. Vahirua      | 15         | 7          | 0           | 0          | 4                | 5                | 0                | 0                | 2             | 2             | 0             | 0             | 6          | 1          | 0           | 0          | 27       | 15     | 0           | 0          |
| S. Ziani        | 31         | 4          | 4           | 0          | 4                | 1                | 0                | 0                | 4             | 1             | 1             | 0             | 8          | 3          | 0           | 0          | 47       | 9      | 5           | 0          |